# アドルフ・ルボウスキー
アドルフ・ルボウスキー（Adolph Lubouwski、1833年9月13日 - 1897年9月22日）は、明治時代にお雇い外国人として来日したドイツの実業家、技術者である。

## 経歴・人物
ドイツ北西部ニーダーザクセン州、シャウムブルク郡ザムトゲマインデ・アイルゼンに生まれる。1871年（明治4年）に当時来日していたカール・ケッペンの要請により、ゲオルク・フリードリヒ・ヘルマン・ハイトケンペルと共に来日した。
後にケッペンによりハイトケンペルと共に紀州藩付の製靴所に雇われ、横浜で製靴を開始した。その後上京し、石川島（現在の東京都中央区佃）に所在する人足寄場にて囚人に対し西洋式の製靴を伝授した。なお、この施設は後に府中市に移転し「府中刑務所」に改称されている。1897年（明治30年）日本で死去し、青山霊園に葬られた。